# Eukoenenia gasparoi
Eukoenenia gasparoi is een spinnensoort in de taxonomische indeling van de Palpigradi.
Het dier komt uit het geslacht Eukoenenia. Eukoenenia gasparoi werd in 1988 beschreven door Condé.